# La Côte-aux-Fées
La Côte-aux-Fées ist eine politische Gemeinde des Kantons Neuenburg in der Schweiz.

## Geographie
La Côte-aux-Fées liegt auf 1041 m, 38 km westsüdwestlich der Kantonshauptstadt Neuenburg (Luftlinie). Das Bauerndorf erstreckt sich auf einem nach Süden geneigten Hang über dem Tal Combe des Mulets, auf der Höhe im südwestlichen Neuenburger Jura.
Die Fläche des 12,9 km² grossen Gemeindegebiets umfasst das leicht in die Jurahochfläche eingetiefte Tal Combe des Mulets und reicht im Norden auf die Höhe Mont des Verrières (bis 1180 m). Im Süden verläuft die Grenze über die Höhe der Pâturages des Bourquin (1203 m). Nach Osten erstreckt sich das Gemeindegebiet über das schluchtartige Vallon de Noirvaux, das vom Flüsschen Buttes entwässert wird, bis zur Antiklinalen des Chasseron. Auf den Roches Blanches wird mit 1430 m der höchste Punkt von La Côte-aux-Fées erreicht. Besonders auf dem Mont des Verrières befinden sich ausgedehnte Jurahochweiden mit den typischen mächtigen Fichten, die entweder einzeln oder in Gruppen stehen. Von der Gemeindefläche entfielen 1997 3 % auf Siedlungen, 41 % auf Wald und Gehölze, 55 % auf Landwirtschaft und etwas weniger als 1 % war unproduktives Land.
Zu La Côte-aux-Fées gehören der Zentralort Bolles de l'Eglise, die Weiler Les Leuba (1038 m), Bolles du Vent (1045 m), Les Jeannet (1143 m) und Les Places (1107 m), alle am Südhang des Mont des Verrières, Les Bourquin de Vent (1078 m) und Les Bourquin de Bise (1058 m) auf der Höhe südlich der Combe des Mulets, Saint-Olivier (1084 m) auf der Hochfläche zwischen La Côte-aux-Fées und dem Vallon de Noirvaux, sowie weit verstreut auf den Jurahöhen zahlreiche Hofsiedlungen und Einzelhöfe. Im Wald oberhalb von Saint-Olivier liegt die „Grotte aux Fées“. Nachbargemeinden von La Côte-aux-Fées sind Les Verrières und Val-de-Travers im Kanton Neuenburg, Sainte-Croix im Kanton Waadt sowie Les Fourgs und Verrières-de-Joux im angrenzenden Frankreich.

Historisches Luftbild von Werner Friedli von 1964

## Bevölkerung
| Jahr      | 1671 | 1800 | 1850 | 1900 | 1950 | 2000 | 2020 |
| Einwohner | 250  | 793  | 979  | 1096 | 648  | 529  | 445  |

Mit 483 Einwohnern (Stand 31. Dezember 2023) gehört La Côte-aux-Fées zu den kleineren Gemeinden des Kantons Neuenburg. Von den Bewohnern sind 94 % französischsprachig, 4 % deutschsprachig und gut 1 % portugiesischsprachig (Stand 2000). Die Bevölkerungszahl von La Côte-aux-Fées stieg bis 1900 (1096 Einwohner) kontinuierlich an, seither hat sie durch starke Abwanderung um mehr als die Hälfte abgenommen.

## Politik
Die Stimmenanteile der Parteien anlässlich der Nationalratswahl 2015 betrugen: SVP 38,7 %, FDP 25,3 %, SP 15,1 %, CVP 6,4 %, GPS 5,4 %, glp 3,5 %, PdA 3,2 %, BDP 2,1 %.

## Wirtschaft
La Côte-aux-Fées war lange Zeit ein hauptsächlich durch die Landwirtschaft geprägtes Dorf. Ab dem 16. Jahrhundert wurde auf dem Gemeindegebiet Eisenerz gewonnen, das im Vallon de Noirvaux in Hochöfen verarbeitet wurde, die vom 17. bis zum 19. Jahrhundert in Betrieb waren. Im 18. Jahrhundert wurden zuerst die Spitzenklöppelei und danach die Uhrmacherei eingeführt. 1874 wurde die Uhrenmanufaktur Piaget eröffnet. Heute gibt es Arbeitsplätze in der Uhrenherstellung, in der Feinmechanik und im lokalen Kleingewerbe. Auch die Landwirtschaft mit Viehzucht und Milchwirtschaft sowie die Holzverarbeitung sind noch von Bedeutung. Viele Erwerbstätige sind auch Zupendler oder arbeiten als Wegpendler in den grösseren Orten des Val de Travers oder in Sainte-Croix.

## Verkehr
Die Gemeinde liegt weit abseits der grösseren Durchgangsstrassen Die Hauptzufahrt erfolgt von Buttes, weitere Strassen gibt es nach Les Verrières und Sainte-Croix. Vom Bahnhof Buttes verkehrt ein Postautokurs nach La Côte-aux-Fées und teilweise weiter bis nach Sainte-Croix.

## Geschichte
Die erste Erwähnung des Ortes stammt aus dem Jahr 1337 unter dem Namen Coste eis Faes (Schafhang). Die Gegend wurde erst im Laufe des 14. Jahrhunderts besiedelt. La Côte-aux-Fées unterstand bis 1848 der Gerichtsbarkeit der Kastlanei Val-de-Travers. Die Oberhoheit über das Gebiet hatte die Grafschaft Neuenburg inne. Seit 1648 war Neuenburg Fürstentum und ab 1707 durch Personalunion mit dem Königreich Preussen verbunden. 1806 wurde das Gebiet an Napoleon I. abgetreten und kam 1815 im Zuge des Wiener Kongresses an die Schweizerische Eidgenossenschaft, wobei die Könige von Preussen bis zum Neuenburgerhandel 1857 auch Fürsten von Neuenburg blieben. 
Kirchlich gehörte der Ort bis zur Reformation zur französischen Diözese Besançon. 1658 wurde im Dorf eine reformierte Kirche gebaut, und 1672 wurde die Kirchgemeinde von Les Verrières unabhängig. Erst 1826 wurde La Côte-aux-Fées, das vorher zur Gesamtgemeinde Les Verrières gehörte, eine selbständige politische Gemeinde. 1849 wurde im Ort die église libre, eine reformierte Freikirche gegründet. Um 1900 war La Côte-aux-Fées als Ferien- und Höhenkurort bekannt, der viele Wanderwege durch Juraweiden und Tannenwälder aufweist. Nach dem Zweiten Weltkrieg und im 21. Jahrhundert kamen Sportmöglichkeiten wie Skifahren, Snowboard, Langlauf, Schneeschuhwandern und Mountainbiketouren dazu. Ein Altersheim wurde 1987 eröffnet.

## Sehenswürdigkeiten
Die Kirche von La Côte-aux-Fées wurde 1658 erbaut. Im Dorf sind wenige Uhrenmanufakturen aus dem 19. Jahrhundert zu Wohnhäusern umgenutzt worden. In den umliegenden Weilern sind noch einige charakteristische Bauernhäuser des Hochjuras erhalten.

## Persönlichkeiten
- Yvan Perrin (* 1966), Schweizer Politiker (SVP)